# Primordial
Primordial je irski folk/black metal-sastav.

## Povijest
Osnovali su ga basist Pól MacAmhlaigh i gitarist Ciarán MacUiliam 1987. godine pod imenom Forsaken. U početku su svirali kombinaciju death i thrash metala, no nakon što im se pridružuje pjevač A.A. Nemtheanga (Alan Averill), te objavom dema Dark Romanticism postaju prvi irski black metal-sastav. Godine 1994. potpisuju za izdavačku kuću Cacophonous Records te objavljuju prvi studijski album Imrama, međutim svoj karakteristični stil koji će im obilježiti daljnu karijeru postižu idućim albumom A Journey's End iz 1998. godine. Od tada, u svojoj glazbi koriste i tradicionalne instrumente kao što su mandolina i zviždaljke, a tekstovi njihovih pjesama vezani su uz povijest te kulturno naslijeđe Irske. Do sada su objavili ukupno sedam studijskih albuma, posljednji Redemption at the Puritan's Hand 2011. godine, te koncertni album All Empires Fall 2010. godine. Članovi sastava su sudjelovali u snimanju dokumentarnog filma o pagan metalu 2009. godine.

## Članovi sastava
Trenutačna postava
- Pól MacAmlaigh - bas-gitara (1987.-)
- Ciáran MacUiliam - gitara (1987.-)
- A.A. Nemtheanga (Alan Averill)	- vokal (1991.-)
- Simon O'Laoghaire - bubnjevi (1997.-danas)
- Micheál O'Floinn - gitara (2002.-danas)

Bivši članovi
- Derek MacAmlaigh - bubnjevi (1987. – 1997.)
- Feargal Flannery - gitara (1987. – 1997.)

## Diskografija
Studijski albumi
- Imrama (1995.)
- A Journey's End (1998.)
- Spirit the Earth Aflame (2000.)
- Storm Before Calm (2002.)
- The Gathering Wilderness (2005.)
- To the Nameless Dead (2007.)
- Redemption at the Puritan's Hand (2011.)
- Where Greater Men Have Fallen (2014.)
- Exile Amongst the Ruins (2018.)
- How It Ends (2023.)

Koncertni albumi
- All Empires Fall (2010.)

EP-ovi
- The Burning Season (1999.)

## Vanjske poveznice
- Službena stranica